# Зерцало Астрономии
Зерцало Астрономии (лат. Speculum Astronomiae) — сочинение Альберта Великого, написанное им около 1260 г. для защиты астрологии.
Альберт Великий написал Зерцало астрономии где-то после 1260 г. для защиты астрологии как христианской формы знания. Хотя авторство Альберта этого текста оспаривалось такими учёными, как Пьер Мандонне и Николас Вей-Паро, некоторые учёные всё же признали его подлинно альбертовским произведением.

## Исторический контекст
Альберт написал «Зерцало» в ответ на споры о средневековой астрологии. Кульминацией этого стало Осуждение 1277 года в Парижском университете, когда епископ Стефан (Этьен) Темпье составил список из 219 утверждений, в которые было запрещено верить или даже обсуждать их. Епископ Темпье и его союзники были обеспокоены тем, что большая часть аристотелевских знаний, интегрируемых в европейские университеты, представляет собой вызов христианству. Темпье считал астрологию одной из наиболее проблемных областей знаний, что и послужило причиной значительного числа осуждений. В частности, он считал, что любая форма знания, обещающая возможность предсказывания будущего, сведёт на нет свободную волю человечества.
Альберт, однако, основывался на идее, первоначально высказанной Птолемеем во II в. и обобщённой арабским ученым IX в. Альбумасаром: «Мудрец будет властвовать звездами», на основании которой он выстраивал аргумент о том, что астрология совершенствует, а не отрицает свободу воли. Альберт утверждал, что небесное влияние началось с самого Бога, прежде чем передалось через каждую из девяти высших сфер творения, вплоть до десятой сферы подлунного царства, где и живут все люди. Поскольку это влияние передается от звёзд к каждой из планет, а затем к Земле и к её созданиям, то оно усиливается, что не было частью первоначального замысла Бога. Поэтому земные существа и получают божественное влияние не в чистом виде, но с различными изменениями, привнесёнными небесными телами. Эти наросты означали, что силе небесных влияний не хватает Божьей чистоты и Его способности создавать перемены.
Более того, небесные тела благодаря своей материальной природе побуждали этот поток влияния, воспринимаемый как видимый свет, выступать в качестве телесной, а не духовной силы. Из-за этого квазителесного статуса Альберт и утверждал, что передаваемое влияние может повлиять на тело, но не на душу. Это влияние приводит как бы к телесным импульсам, вроде похоти или ненасытимого желания, которые влияют на душу только косвенно, через тело. Из-за этого человек, получающий влияние, может отказаться от него с помощью воли. Но поскольку большинство людей вполне довольны тем, что ими движут их физические импульсы, астрология сможет точно предсказать будущие действия почти в каждом случае. Однако знание астрологии помогает человеку противостоять тем влияниям, которые оказывают небесные тела, тем самым помогая ему противостоять этим телесным импульсам. Таким образом, по мнению Альберта, астрология совершенствует, а вовсе не отрицает свободу воли.

## Влияние
«Зеркало» стало ключевым источником для споров об астрологии в Средневековье, эпоху Возрождения и в раннее новое время, и его статус источника не снижался до начала семнадцатого века. На протяжении многих веков писавшие об астрологии почти неизменно ссылались на Зерцало или использовали его аргументы, будь то для защиты небесных предсказаний, как это сделал врач XIII в. Пьетро д’Абано, или ради нападок на него, как это сделал гуманист XV в. Пико делла Мирандола.